# Haddy N'jie
Mona Haddy Jatou Njie (tidigare skrivet N'jie), född 25 juni 1979 i Oslo, är en norsk sångare, låtskrivare och journalist. Hennes far är gambian och hennes mor norska. Hon växte upp i Kolbotn utanför Oslo. Hon är det äldsta barnet i en syskonskara på fem. 
N'jie har arbetat som reporter för Dagsrevyen och var kolumnist i Dagbladet. Hon var också en av de tre programledarna (tillsammans med Erik Solbakken och Nadia Hasnaoui) för Eurovision Song Contest 2010 som ägde rum i Oslo i maj 2010.

## Diskografi
Album
- White Lies (2005)[5]
- Welcome Home (2009) (med A Few Good Men)[6]
- World of the Free (2010) (med A Few Good Men)[7]
- Nattblomst (2015)[8]

Singlar
- "They See Millions" (2007)
- "Happy New Year" (2009)
- "Nattblomst" (2014)
- "Ny melodi" (2014)
- "Julenissen kommer i kveld" (2014) (med Atle Pettersen)